# Trachelospermum vanoverberghii
Trachelospermum vanoverberghii är en oleanderväxtart som beskrevs av Elmer Drew Merrill. Trachelospermum vanoverberghii ingår i släktet Trachelospermum och familjen oleanderväxter. Inga underarter finns listade i Catalogue of Life.